# 櫛引彩香
櫛引 彩香（くしびき さやか、1975年9月24日 - ）は、日本の女性シンガーソングライター。青森県むつ市出身。愛称は、「ビッキー」。

## 来歴
1994年に弘前学院聖愛高等学校を卒業し、尚美ミュージックカレッジ専門学校で電子オルガンを専攻する。同じ専門学校にはクラムボンや山崎ゆかり（空気公団）がおり、山崎とは同じ寮に入っていた。
1999年、東芝EMI所属にて『いつもの気分で』で、メジャー・デビュー、シングル6枚、アルバム2枚をリリース。
その後2004年に活動をインディーズに移し、ライブ活動やミニアルバム『I'll be there』、アルバム『LIFE』、『AOR』を発表。
様々なカバーアルバムやCM、ヴォーカリスト、ラジオ番組のパーソナリティとしても活動。音楽活動を精力的に行っている。HICKSVILLEの真城めぐみとも交流がありコーラスで参加したりしている。
2009年、自由学園明日館講堂にてデビュー10周年記念ライブが行われた。

## ディスコグラフィ

### シングル
- いつもの気分で （1999年9月8日）
- 雨のち晴れ （1999年11月10日）
- 空 （2000年3月23日 TBS系列COUNT DOWN TVオープニングテーマ）
- サニーデイ （2001年1月31日 TOKYO MX系列主人公の主題歌）
- 帰り道 （2002年3月16日 映画『害虫』挿入歌）
- Cycle/Brand-new　me，Brand-new　morning （2002年4月26日 アニメ『フォルツァ!ひでまる』エンディングテーマ）

### アルバム
- mush☆room （2000年4月26日）
- essential （2002年5月29日）
- I'll be there （2004年4月21日）
- LIFE （2005年10月19日）
- LOVE （2009年2月18日）
- AOR  （2011年11月9日）
- Day & Midnight　（2013年2月20日）※櫛引彩香トリオ名義
- 恋する運命 （2014年9月24日）

### コンピレーションアルバム
- KENZI MASUBUCHI / TALES OF THE AXXE PLAYER
- Cubisumo Grafico / untitled
- Adagio～Lounge Classics～
- Cubismo Grafico / St.Nicolas

### その他の参加作品
- orangenoise shortcut / 桜リタルダンド
- beatmania IIDX 13 DistorteD / Ubiquitous Fantastic Ride / ELEKTEL（コーラス・ボイスサンプリング）
- beatmania IIDX 14 GOLD / earth-like planet / ELEKTEL（コーラス・スキャット）
- FROG / EXAMPLE 2008年8月6日
- コヤブソニック 2011.5.26(thu)（コーラス・スキャット）

## 出演番組
レギュラー番組
- 電リクBEATBOX (TOKYO MX、2001年)※MC
- 櫛引彩香の目を閉じれば（FMむつ、2011年10月7日 - ）※MC